# Батагай
Батагáй (на руски: Батагай; на якутски: Баатаҕай) е селище от градски тип в Якутия, Русия. Разположен е на десния бряг на река Яна, на 1068 km от Якутск. Административен център е на Верхоянски район. Населението му към 2017 г. е 3676 души.

## История
За името на Батагай се предполага, че произлиза от виден якутски род с име Батагай. Селището е основано през 1939 г. във връзка с откриването, добиването и преработването на калай. Във връзка с острата нужда от работници, между 1940 – 1944 г. тук са пренасочвани лагерници от местни подразделения на ГУЛАГ. Селището се разраства и през 1945 г. получава статут на селище от градски тип. Откритото по-рано основно училище през 1970 г. е преобразувано в средно. От 1976 г. жителите имат достъп до телевизия.

## Климат
Климатът е рязкоконтинетален и силно зависи от циклоните, ветровете и климатичните фронтове, нахлуващи безпрепятствено от Северния ледовит океан поради липсата на природни бариери.
През 2004 и 2005 г. Батагай е залят от наводнения, които разрушават значителна част от инфраструктурата и комуникациите на селището, както и жилищни домове.

## Население
През 1989 г. населението на Батагай достига 8385 души, но след разпадането на СССР започва рязко да намалява.
| 1959 | 1970 | 1979 | 1989 | 2002 | 2009 | 2010 |
| ---- | ---- | ---- | ---- | ---- | ---- | ---- |
| 5821 | 6318 | 6414 | 8385 | 4589 | 4187 | 4369 |
| 2011 | 2012 | 2013 | 2014 | 2015 | 2016 | 2017 |
| 4334 | 4173 | 4030 | 3847 | 3801 | 3674 | 3676 |

## Икономика
Икономиката на Батагай е пряко свързана с добива на калай. Развито е и селското стопанство, развъжда се едър рогат добитък. През 2015 г. тук заработва слънчева електроцентрала.

## Транспорт
През селището преминава автомобилен път, който е използваем само през зимата. Допълнително в Батагай има речно пристанище и летище, което освен Батагай, обслужва също така Верхоянск и Есе-Хайя.